# Florian Quintilla
Pas d'image ? Cliquez ici

a Compétitions nationales et continentales officielles uniquement.

Florian Quintilla est un joueur français de rugby à XIII. Formé au FC Lézignan il revient au club en 2009-2010 après deux saisons sous les couleurs des Dragons Catalans en Super League. Il effectuera 6 matchs à ce niveau et évoluera également sous le maillot de l'équipe réserve évoluant en championnat de France : l'Union Treiziste Catalane

## Palmarès collectif
- Coupe de France Lord Derby 2010 (Lézignan 18 - Limoux 14)
- Champion de France 2010 (Lézignan 33 - Pia 22)
- Coupe d France Lord Derby 2011 (Lézignan 28 - Pia 17)
- Finale Coupe de France 2014 (Toulouse Olympique XIII 48 - Carcassonne 10)
- Finale elite 1 championnat de France 2014, Toulouse Olympique XIII - Fc Lezignan

## Distinctions personnelles
- 2010 : Participation à la coupe d'Europe des nations de rugby à XIII avec l'équipe de France.

## Carrière internationale
- Néant.

## Histoire
Fils de Jean-louis Quintilla (dit Dadou), vainqueur de la Coupe de France Lord Derby en 1970 et Champion de France 1978 avec l'équipe du FC Lézignan.